# 坂本ダム (奈良県)
坂本ダム（さかもとダム）は、奈良県吉野郡上北山村を流れる一級河川・新宮川（熊野川）水系北山川支流東の川に建設されたダムである。

## 概要
高さ103メートルのアーチ式コンクリートダムで、電源開発株式会社の発電用のダムである。電源開発としては初めての100ｍを超えるアーチダムである。ダムによって形成された人造湖は、坂本貯水池と命名された。
発電所は尾鷲第一発電所で、最大で4000kWを同所変電所において中部電力の送電線に送電する。尾鷲第一発電所の取水元は新宮川水系の東の川だが、放流水は銚子川水系銚子川や又口川へクチスボダムの発電用として導水される。下流のクチスボダムで発電に利用された水は中川経由で太平洋に流れるため日本で唯一2回の流域変更が行われる。

## 沿革
1950年（昭和25年）国土総合開発法が施行される
1956年（昭和31年）10月、吉野熊野総合開発計画の概要が発表される
1959年（昭和34年）7月、ダムの工事着工開始
1961年（昭和36年）ダムが竣工
1962年（昭和37年）5月、坂本ダム第1貯水を開始